# Michèle Laroque
Pour les articles homonymes, voir Laroque.
Michèle Laroque, née le 15 juin 1960 à Nice, est une actrice, réalisatrice, productrice, scénariste, humoriste et chanteuse française.

## Biographie

### Jeunesse et enfance
Michèle Doïna Catherine Laroque naît le 15 juin 1960 à la clinique Santa Maria de Nice, en Alpes-Maritimes. Elle est la fille de Doina Trandabur (d), danseuse et violoniste roumaine, qui a fui la dictature communiste de Roumanie alors dirigée par Gheorghe Gheorghiu-Dej,. Son père, Claude Laroque, de nationalité française, est promoteur immobilier. Pierre Laroque, haut fonctionnaire qui a mis en place la Sécurité sociale en France, est un cousin de son père.

### Formation
Elle vit dans le quartier des Musiciens et suit des études de sciences économiques et d'anglais à l'université de Nice. Partie aux États-Unis, elle séjourne sur le campus[Lequel ?] d'Austin au Texas où elle obtient une licence de sciences économiques et un diplôme d'études universitaires générales d'anglais.
En 1979, en compagnie de sa meilleure amie, elle est victime d'un terrible accident de voiture qui les conduit toutes les deux à l'hôpital pendant deux ans, avec une multitude de fractures du fémur. Durant cette période, elle subit une douzaine d’opérations, deux ans de lit et une longue convalescence. Remise de cet accident en 1981, après une longue rééducation, elle reprend ses études et suit les cours de Julien Bertheau au Conservatoire municipal d'Antibes. Recommandée à Jean Poiret, elle monte à Paris à 25 ans pour interpréter sa première pièce en 1985 au Théâtre des Blancs-Manteaux (dont l'une des salles porte désormais son nom) dans la pièce de René Badache Sauvez les bébés femmes , mis en scène par Françoise Thyrion. En 1987, elle joue au Théâtre des Variétés, C'est encore mieux l'après-midi de Ray Cooney, adaptée par Jean Poiret. Elle enchaîne dès lors les rôles au théâtre pendant sept ans.

### Révélation critique et commerciale (années 1990)
En 1988, elle fait ses débuts à la télévision dans l'émission à sketchs humoristiques La Classe de Fabrice tous les soirs sur FR3 où elle rencontre Pierre Palmade, Muriel Robin et Jean-Marie Bigard.
Au début de sa carrière, Michèle Laroque a tourné dans de nombreuses publicités dont celle des plats cuisinés Marie. Tournée en 1989 par Patrice Leconte, cette publicité lui permet d'obtenir, l'année suivante, un second rôle dans le film Le Mari de la coiffeuse, réalisé par Leconte. Toujours en 1989, après avoir tourné dans la série de HBO Le Voyageur, elle trouve son premier rôle au cinéma dans Suivez cet avion de Patrice Ambard puis enchaîne des petits rôles avec Une époque formidable… de Gérard Jugnot en 1991.
En 1992, elle se révèle au public dans la comédie dramatique La Crise puis dans son rôle de bourgeoise coincée dans Pédale douce en 1996, film pour lequel elle est nommée en 1997 pour le César de la meilleure actrice dans un second rôle.
Parallèlement, l'actrice rejoint la bande des Enfoirés (où elle est présente depuis 1997 sauf en 2003, en 2007, en 2012 et en 2019) de Coluche pour les tournées de spectacles galas des Restos du cœur et parraine l’association Enfance et Partage de Normandie.
En 1996, elle débarque au théâtre avec Pierre Palmade pour une satire sur le couple, mise en scène par Muriel Robin, intitulée Ils s'aiment , pièce pour laquelle elle décroche une nomination aux Molières en 1997, et rencontre un large succès critique et commercial. La même année, sort un projet plus audacieux, le film belge Ma vie en rose, d'Alain Berliner, succès critique (selection au festival de Cannes, nomination aux César) mais non public.
Alors que sort la plus loufoque Serial Lover, avec Albert Dupontel, de James Huth, l'actrice capitalise sur sa popularité pour porter son premier projet en tant que scénariste, en 1999 sort Doggy Bag, dont elle partage l'affiche avec Didier Bourdon, également au sommet de sa popularité. Cette adaptation ne connaît cependant pas le succès escompté.
De même, la comédie dramatique Épouse-moi, où elle forme un couple avec Vincent Perez, sous la direction de Harriet Marin, ne rencontre pas son public.

### Cinéma populaire (années 2000)

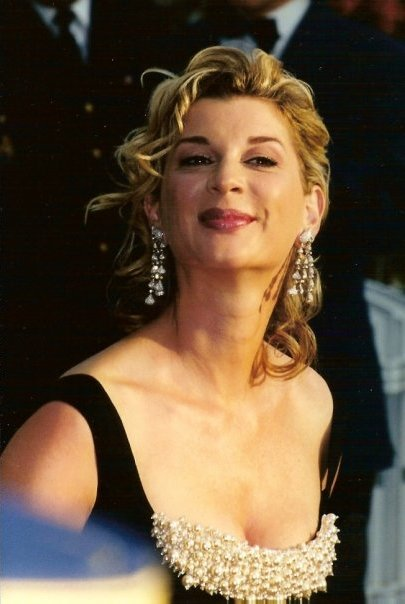
Michèle Laroque au festival de Cannes 2001.

Elle attaque les années 2000 en revenant sur les planches avec Palmade pour la suite Ils se sont aimés, un nouveau succès, tout en revenant au cinéma dans des comédies plus populaires. En 2001, elle tient un second rôle dans le populaire Le Placard, de Francis Veber et la plus commerciale J'ai faim !!!, de Florence Quentin. Elle tourne également de plus en plus pour la télévision, où elle peut s'aventurer dans un registre un peu plus dramatique.
En 2002, elle prête sa voix au personnage du Capitaine Amélia dans le film d'animation des studios Disney, La Planète au trésor : Un nouvel univers.
Sa présence au cinéma durant les années 2000 la maintient dans un registre comique. En 2004, elle est à l'affiche de la suite Pédale dure, de Gabriel Aghion, qui convainc beaucoup moins que l'original. En 2005, Diane Kurys la dirige dans L'Anniversaire, et Lisa Azuelos pour son premier long-métrage Comme t'y es belle !, un joli succès critique et commercial.
Deux films convainquent beaucoup moins, alors qu'elle revient à un registre plus romancé, en 2006, La Maison du bonheur, premier long-métrage de Dany Boon, échoue au box-office, et Petits Secrets et Gros Mensonges, avec Thierry Neuvic.
Elle garde néanmoins un pied dans des projets dramatiques, d'abord en faisant partie en 2003 de la distribution principale du plus dramatique Malabar Princess, de Gilles Legrand, puis Dans tes bras, d'Hubert Gillet.
En 2008, elle renoue avec un succès commercial pour la comédie Enfin veuve, seconde réalisation d'Isabelle Mergault. Toutefois en 2009, le conte pour enfants Oscar et la Dame rose, mis en scène par le romancier Éric-Emmanuel Schmitt, passe inaperçu.

### Carrière au théâtre, à la télévision, à la radio et au cinéma (années 2010)

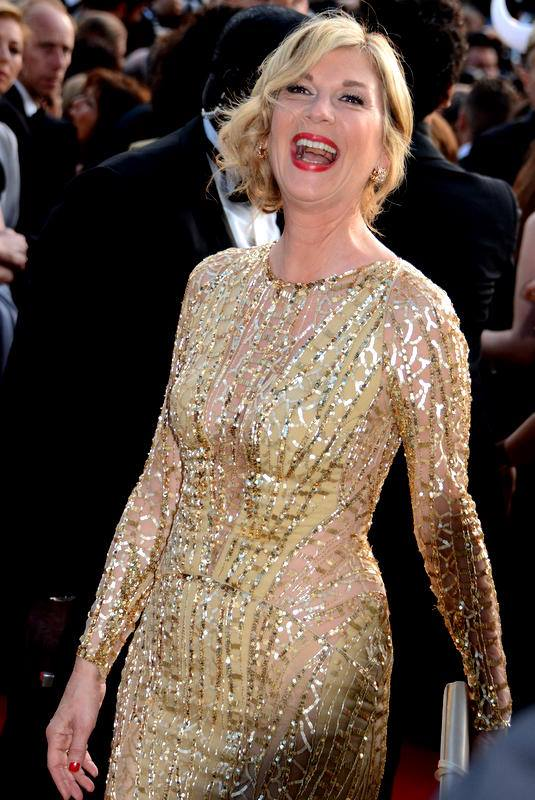
Michèle Laroque au festival de Cannes 2014.

En 2011, alors que sort Monsieur Papa, de Kad Merad, elle prépare ses retrouvailles théâtrales avec Pierre Palmade pour la dernière partie de leur trilogie, Ils se re-aiment, cette fois sous la direction d'Alex Lutz.
Alors qu'elle multiplie les projets à la télévision - des apparitions dans les séries Peplum et Hard, le rôle-titre des téléfilms La Méthode Claire - elle s'éloigne du grand écran.
En 2013, elle lance une campagne de financement participatif pour un projet de film nommé Jeux Dangereux, qui aboutit puisqu'elle réunit plus que la somme nécessaire. Le début du tournage était annoncé pour septembre 2014, mais est finalement reporté à fin 2015. Au cours de cette même saison 2013-2014, elle fait un passage comme chroniqueuse dans l'émission Les Pieds dans le plat sur Europe 1.
C'est en 2016 qu'elle fait son retour au cinéma, d'abord au sein de la distribution principale de la comédie fantastique Le Fantôme de Canterville, de Yann Samuell, puis remplace Mathilde Seigner pour le premier rôle féminin de Camping 3, de Fabien Onteniente.
La même année, elle revient sur scène avec Pierre Palmade et Muriel Robin pour Ils s'aiment depuis 20 ans, où les trois comédiens reprennent leur spectacle désormais culte, mais en s'échangeant les rôles un soir sur deux. Elle retrouve également Gabriel Aghion, mais cette fois pour un téléfilm, Diabolique.
Après quasiment trente ans de succès au théâtre, à la télévision et au cinéma, Michèle Laroque signe son premier film en tant que réalisatrice avec Brillantissime (2018). Elle y tient également le premier rôle aux côtés de Kad Merad, Gérard Darmon ou encore Rossy de Palma.
Elle est nommée Chevalier de la Légion d'honneur lors de la promotion du Nouvel an 2019.

### Réalisatrice pour la deuxième fois (années 2020)
En janvier 2021, elle préside le jury du Festival international du film de comédie de l'Alpe d'Huez, qui est composé de Malik Bentalha, Joséphine Japy, Jeanne Balibar et Ruben Alves.
Après Brillantissime, la comédienne revient avec Chacun chez soi (2021), son deuxième film en tant que réalisatrice, un film « dédié aux mamans ». Elle signe son troisième film en tant que réalisatrice, Alors on danse (2021), qui est une adaptation du long métrage britannique Finding Your Feet. Trois ans après Joyeuse retraite !, Thierry Lhermitte et Michèle Laroque sont de retour dans Joyeuse retraite 2 sorti en 2022. Puis Michèle Laroque est au casting dans les films tels que Belle et Sébastien : Nouvelle Génération (2022) de Pierre Coré, BDE de Michaël Youn (2023), 3 Jours max (2023) de Tarek Boudali, ou encore L'Heureuse Élue (2024) de Frank Bellocq.

## Vie privée
Michèle Laroque a divorcé du metteur en scène et adaptateur Dominique Deschamps peu de temps après la naissance de leur fille Oriane Deschamps, née en 1995 (celle-ci a joué aux côtés de sa mère dans Comme t'y es belle ! dans le rôle de Laura, dans Chacun chez soi dans le rôle de Mathilde, ainsi que dans Brillantissime dans le rôle de Léa).
Dans l'émission Qui êtes-vous vraiment ? diffusée sur M6 le 17 janvier 2008, elle apprend qu'elle est la cousine de l'acteur Christophe Lambert.
Dans son roman Le Livre de Joseph, Bernard Dan fait référence à l'émission de M6 Qui êtes-vous vraiment ? qui lui est consacrée.
À partir de l'été 2008, Michèle Laroque est en couple avec le sénateur-maire de Troyes François Baroin. En 2010, alors que son compagnon devient ministre du Budget de François Fillon et que Le Canard enchaîné s'apprête à révéler sa situation fiscale, elle met fin à son expatriation fiscale à Las Vegas (ville dont les résidents ne payent ni impôts sur le revenu locaux, ni taxes locales ; cependant, l'impôt fédéral sur le revenu reste dû). Le couple se sépare en début d'année 2023.

## Filmographie

### Cinéma

#### Actrice
- 1988 : Suivez cet avion de Patrice Ambard : l'hôtesse de l'air
- 1990 : Le Mari de la coiffeuse de Patrice Leconte : la mère de l'enfant adopté
- 1991 : Une époque formidable… de Gérard Jugnot : la chasseuse de têtes
- 1992 : La Crise de Coline Serreau : Martine
- 1992 : Louis, enfant roi de Roger Planchon : la duchesse de Longueville
- 1992 : Max et Jérémie de Claire Devers : Suzanne
- 1992 : Oui de Pascal Perrennès (moyen métrage) : la juge pour enfants
- 1992 : Tango de Patrice Leconte : Hélène Baraduc
- 1993 : Aux petits bonheurs de Michel Deville : Sabine
- 1993 : Chacun pour toi de Jean-Michel Ribes : Fernande
- 1993 : Paranoïa de Frédéric Forestier (court métrage)
- 1993 : Personne ne m'aime de Marion Vernoux : Marie-Christine, dite Cricri
- 1995 : Nelly et Monsieur Arnaud de Claude Sautet : Isabelle
- 1995 : Le Fabuleux Destin de madame Petlet de Camille de Casabianca : Marcie
- 1996 : Les Aveux de l'innocent de Jean-Pierre Améris : la juge
- 1996 : Pédale douce de Gabriel Aghion : Marie Hagutte
- 1996 : Fallait pas !... de Gérard Jugnot : Constance
- 1996 : Passage à l'acte de Francis Girod : Florence
- 1996 : Le Plus Beau Métier du monde de Gérard Lauzier : Hélène Monier
- 1997 : Ma vie en rose d'Alain Berliner : Hanna Fabre
- 1998 : Doggy Bag de Frédéric Comtet (en tant que scenariste) : Jeanne
- 1998 : Serial Lover de James Huth : Claire Doste
- 1999 : Épouse-moi de Harriet Marin : Oriane Roche
- 2001 : Le Placard de Francis Veber : Mlle Bertrand
- 2001 : J'ai faim !!! de Florence Quentin : Arlette
- 2003 : Malabar Princess de Gilles Legrand : Valentine
- 2004 : Pédale dure de Gabriel Aghion : Marie Hagutte
- 2005 : L'Anniversaire de Diane Kurys : Élisabeth
- 2005 : Comme t'y es belle !, de Lisa Azuelos : Isa
- 2006 : La Maison du bonheur de Dany Boon : Anne Boulin
- 2006 : L'Entente cordiale de Vincent de Brus : la directrice de la banque
- 2007 : Ma voisine du dessous (The Neighbor) d'Eddie O'Flaherty : Christine
- 2008 : Enfin veuve d'Isabelle Mergault : Anne-Marie
- 2009 : Dans tes bras d'Hubert Gillet : Solange
- 2009 : Oscar et la Dame rose d'Éric-Emmanuel Schmitt : Rose
- 2011 : Monsieur Papa de Kad Merad : Marie Vallois
- 2016 : Le Fantôme de Canterville de Yann Samuell : Élisabeth Otis
- 2016 : Camping 3 de Fabien Onteniente : Anne-So
- 2017 : Alibi.com de Philippe Lacheau : Françoise
- 2017 : Chouquette de Patrick Godeau : Diane
- 2017 : Embrasse-moi ! d'Océane-Rose-Marie et Cyprien Vial : Babouchka
- 2018 : Brillantissime d'elle-même : Angela
- 2019 : Premier de la classe de Stéphane Ben Lahcene : Madame Martin
- 2019 : Joyeuse retraite ! de Fabrice Bracq : Marilou Blanchot
- 2021 : Chacun chez soi d'elle-même : Catherine
- 2021 : Alors on danse d'elle-même : Sandra
- 2022 : Ténor de Claude Zidi Jr. : Madame Loyseau
- 2022 : Joyeuse retraite 2 de Fabrice Bracq : Marilou Blanchot
- 2022 : Belle et Sébastien : Nouvelle Génération de Pierre Coré : Corinne
- 2023 : BDE de Michaël Youn : Hannah Cohen
- 2023 : 3 Jours max de Tarek Boudali : la commissaire
- 2024 : Karaoké de Stéphane Ben Lahcene : Bénédicte
- 2024 : L'Heureuse Élue de Frank Bellocq : Solange
- 2025 : Lune de miel avec ma mère de Nicolas Cuche : Lily
- 2025 : 100 Millions ! de Nath Dumont : Suzanne
- 2025 : Des jours meilleurs d'Elsa Bennett et Hippolyte Dard : Diane
- 2026 : Mauvaise pioche de Gérard Jugnot

#### Réalisatrice
- 2018 : Brillantissime
- 2021 : Chacun chez soi
- 2021 : Alors on danse

#### Doublage
- 2002 : La Planète au trésor : Un nouvel univers de Ron Clements et John Musker : Capitaine Amelia[18]

### Télévision
- 1988 : Vivement lundi ! de Didier Albert (série tv)
- 1988 : Marc et Sophie, 1 épisode (série tv)
- 1989 : Le Voyageur (série télévisée)[8], épisode In Living Color de John Laing (série tv) : Florence
- 1989-1990 : Tribunal, huit épisodes de Didier Albert (série tv) : Maître Catherine Adler
- 1990 : Imogène, épisode Encore vous, Imogène réalisé par François Leterrier (série tv)
- 1991 : Bébé express de François Dupont-Midy (téléfilm) : Agathe
- 1991 : C'est quoi ce petit boulot ? de Michel Berny et Gian Luigi Polidoro (mini série tv) : Madame Robine
- 1991 : Les Cravates léopards de Jean-Luc Trotignon (téléfilm) : Madame Bergaux Latour
- 1991 : Quatre pour un loyer - Coup double de Georges Barrier (série tv)
- 1992 : Maguy, épisode 297 "Tous les kalaniens, toutes les kalaniennes..." : Elsa, la psychanalyste
- 1993 : Navarro, saison 5 épisode 5 Coupable, je présume ? de Nicolas Ribowski (série tv) : la juge d'instruction Catherine Vallet
- 1994 : B comme Bolo de Jean-Michel Ribes (téléfilm) : Docteur Salomé
- 1995 : Une femme dans mon cœur de Gérard Marx (téléfilm) : Alice Bataille
- 1995 : Les Nouveaux Exploits d'Arsène Lupin, épisode La Robe de diamants de Nicolas Ribowski (série tv) : Adrienne
- 1995 : Le Mouton noir de Francis de Gueltzl (téléfilm) : Cécile
- 1995 : L'Histoire du samedi, épisode Le Nid tombé de l'oiseau d'Alain Schwarzstein (série tv) : Eva Prudhomme
- 1996 : Elvis Aziz de Frédéric Compain (téléfilm) : Hélène Rivard
- 1997 : Week-end ! d'Arnaud Sélignac (téléfilm) : Hélène
- 1999 : Une femme neuve de Didier Albert (téléfilm) : Marie
- 2001 : L'Oiseau rare de Didier Albert (téléfilm) : Alexandra
- 2003 : La Chose publique de Mathieu Amalric (téléfilm) : Michèle
- 2003 : Mon voisin du dessus de Laurence Katrian (téléfilm) : Claire Letellier
- 2006 : En marge des jours d'Emmanuel Finkiel (téléfilm) : Julie
- 2006 : Petits secrets et gros mensonges de Laurence Katrian (téléfilm) : Isabelle Delambre
- 2010 : Le Grand Restaurant de Gérard Pullicino (divertissement) : une cliente
- 2012 : Moi à ton âge de Bruno Garcia (téléfilm) : Carole Gardel
- 2012 : La Méthode Claire de Vincent Monnet (téléfilm) : Claire Robin
- 2014 : Un fils d'Alain Berliner (téléfilm) : Mathilde
- 2015 : Peplum, saison 1 épisode 2 de Philippe Lefebvre (série tv) : Arria
- 2015 : Hard, saison 3 de Mélissa Drigeard et Laurent Dussaux (série tv) : Madeleine Fournier
- 2016 : Diabolique de Gabriel Aghion (téléfilm) : Hélène de Lassay
- 2018 : Peplum : La Folle histoire du mariage de Cléopâtre de Maurice Barthélemy (téléfilm) : Arria
- 2022 : Ils s'aiment...enfin presque ! d'Hervé Brami : Chloé
- 2023 : Filles du feu de Magaly Richard-Serrano : Madame de Leoz
- 2023 : Tout pour Agnès de Vincent Garenq : Renée Le Roux

## Théâtre

### Adaptation
- 1993 : Silence en coulisses ! de Michael Frayn, mise en scène Jean-Luc Moreau, Théâtre du Palais-Royal
- 1994 : Cirque à deux de Barry Creyton (en), mise en scène Jean-Michel Ribes, Théâtre du Palais-Royal

### Comédienne
- 1985 : Sauvez les bébés-femmes de René Badache, mise en scène Françoise Thyrion, jusqu'en 1987 au Théâtre Les Blancs Manteaux [19]
- 1987 : C'est encore mieux l'après-midi de Ray Cooney, mise en scène Pierre Mondy, Théâtre des Variétés
- 1987 : La Drague d'Alain Krief
- 1988 : La Face cachée d'Orion de Lanford Wilson, mise en scène Blandine Harmelin, L'Européen, aux côtés de Claire Nadeau
- 1990 : Coiffure pour dames de Robert Harling (en), mise en scène Stéphane Hillel, Théâtre de la Gaîté-Montparnasse
- 1991 : Ornifle ou le courant d'air de Jean Anouilh, mise en scène Patrice Leconte, Théâtre des Bouffes-Parisiens
- 1992 : Je veux faire du cinéma de Neil Simon, mise en scène Michel Blanc, Théâtre de la Michodière
- 1993 : Une folie de Sacha Guitry, mise en scène Jacques Échantillon, Théâtre du Palais-Royal
- 1993 : Silence en coulisses ! de Michael Frayn, mise en scène Jean-Luc Moreau, Théâtre du Palais-Royal
- 1996 : Ils s'aiment avec Pierre Palmade, de Pierre Palmade et Muriel Robin mise en scène Muriel Robin, tournée
- 2001 : Ils se sont aimés avec Pierre Palmade, de Pierre Palmade et Muriel Robin, mise en scène Muriel Robin, Théâtre de la Porte-Saint-Martin
- 2007 : Faisons un rêve de Sacha Guitry, mise en scène Bernard Murat, Théâtre Edouard-VII
- 2009 : Mon brillantissime divorce de Géraldine Aron (en), mise en scène -même, Théâtre du Palais-Royal
- 2012 : Ils se re-aiment avec Pierre Palmade, de Pierre Palmade et d'elle-même, tournée
- 2017 : Ils s'aiment depuis 20 ans avec Pierre Palmade et Muriel Robin, mise en scène Muriel Robin, Olympia, tournée
- 2018 : Elles s'aiment avec Muriel Robin, de Pierre Palmade, Muriel Robin et elle-même, tournée
- 2019 : Encore un instant avec François Berléand, une pièce de Fabrice Roger-Lacan, mise en scène Bernard Murat, Théâtre Édouard VII
- 2024 : La Porte à côté de Fabrice Roger-Lacan, mise en scène Barbara Chanut, théâtre Saint-Georges

## Distinctions

### Récompense
En 2014, elle gagne le prix de la « meilleure interprétation féminine » au Festival de la fiction TV de La Rochelle 2014 pour Un fils

### Nominations
En 1992, elle est nommée au Molière de la comédienne dans un second rôle pour Ornifle.
En 1993, elle est nommée au César de la meilleure actrice dans un second rôle pour La Crise.
En 1997, elle est nommée au César de la meilleure actrice dans un second rôle pour Pédale douce

### Décorations
Le 31 décembre 2018, Michèle Laroque est nommée au grade de chevalier dans l'ordre national de la Légion d'honneur au titre de « comédienne, réalisatrice et productrice ; 33 ans de services ».
Elle est nommée au grade de chevalier dans l'ordre national du Mérite et reçoit la décoration le 25 mars 2008, puis promue au grade d'officier le 15 mai 2015 au titre de « comédienne ».